# Divine Discontent
Divine Discontent — четвёртый студийный альбом американской группы Sixpence None the Richer, выпущенный в 2002 году. Песни «Breathe Your Name» и «Don’t Dream It’s Over» вышли в качестве синглов.

## Об альбоме
Пластинка стала первой работой поп-дуэта Sixpence None the Richer за пять лет — с момента выхода альбома, носившего то же название, что и коллектив. Альбом был готов ещё за два года до этого, но выпуск задержался из-за проблем с лейблом. В конечном счёте группа подписала контракт с Reprise Records.
В состав альбома вошло тринадцать песен, наполненных любовной лирикой. Главными хитами с альбома стали «Breath Your Name» и «Don’t Dream It’s Over» (кавер-версия Crowded House), вошедшие в хит-парад Billboard Adult Top 40. Большинство композиций длятся около четырёх минут.
Divine Discontent стал первым альбомом, в выходных данных которого упоминается общественная организация DATA, основанная солистом U2 Боно для преодоления нищеты в Африке.

## Критические отзывы
В журнале Rolling Stone альбом оценили на две звезды из пяти. Обозреватель назвал пластинку «приятным поп-роком в исполнении очаровательных христиан с певицей Ли Нэш в роли поэта с грустными глазами».
Карен Грейвз (AllMusic) присвоила Divine Discontent высокую оценку — четыре с половиной звезды из пяти — и назвала его «крепким альбомом, который показывает, что группа готова немного экспериментировать со звучанием, хотя и не содержит ещё одной „Kiss Me“».
В онлайн-журнале PopMatters альбом назвали поп-релизом года, «просто мастерски написанным, музыкально плотным и исполненным без особых усилий приключением, которое доказывает, что как музыкальные партнёры Нэш и Слокум представляют собой силу, с которой необходимо считаться».
На сайте The Austin Chronicle альбом получил оценку три с половиной звезды из пяти. Маргарет Мозер сравнила группу с другим представителем христианского рока King’s X, но отметила, что убеждения группы искусно маскируются с помощью выпуска более коммерческих композиций, из-за чего Sixpence None the Richer успешно удаётся избежать ярлыка «христианской группы». По мнению Мозер, «если Kiss Me позволил группе попасть на вершину, то Divine Discontent стал идеальным вторым альбомом, пусть даже немного запоздалым».

## Список композиций
| №                   | Название                    | Длительность |
| ------------------- | --------------------------- | ------------ |
| 1.                  | «Breathe Your Name»         | 3:56         |
| 2.                  | «Tonight»                   | 3:52         |
| 3.                  | «Down and Out of Time»      | 3:28         |
| 4.                  | «Don't Dream It's Over»     | 4:03         |
| 5.                  | «Waiting on the Sun»        | 2:54         |
| 6.                  | «Still Burning»             | 4:02         |
| 7.                  | «Melody of You»             | 4:50         |
| 8.                  | «Paralyzed»                 | 3:54         |
| 9.                  | «I've Been Waiting»         | 4:19         |
| 10.                 | «Eyes Wide Open»            | 3:28         |
| 11.                 | «Dizzy»                     | 6:36         |
| 12.                 | «Tension Is a Passing Note» | 3:30         |
| 13.                 | «A Million Parachutes»      | 6:19         |
| Общая длительность: | Общая длительность:         | 55:11        |